# Rainer Hanschke
Rainer Hanschke (* 22. Dezember 1951 in Finsterwalde) ist ein ehemaliger deutscher Gerätturner. Sein Heimatverein war der SC Chemie Halle.
Er gewann mit der Mannschaft der Deutschen Demokratischen Republik (DDR) bei den Turn-Weltmeisterschaften 1974 in Warna und bei den Olympischen Sommerspielen 1976 in Montreal je eine Bronzemedaille im Mannschaftsmehrkampf. Bei den DDR-Meisterschaften siegte er 1975 im Ringeturnen.
Nach dem Ende seiner aktiven Laufbahn absolvierte Rainer Hanschke ein Trainerstudium an der Deutschen Hochschule für Körperkultur (DHfK) in Leipzig, das er 1977 abschloss. Anschließend wirkte er als Trainer beim SC Chemie Halle und beim SC Cottbus. Nach der deutschen Wiedervereinigung wurde er 1991 Bundes-Cheftrainer für den Nachwuchsbereich. Von 1995 bis 2002 war er Cheftrainer der deutschen Nationalmannschaft. Gegenwärtig ist er sportlicher Leiter und standortverantwortlicher Bundestrainer für Kader des Deutschen Turner-Bundes (DTB) beim SC Cottbus.